# Morgunblaðið
Morgunblaðið (AFI ˈmɔrkʏnˌplaðɪð), El diari del matí) és un diari publicat a Islàndia, fundat per Vilhjálmur Finsen I Olaf Björnssonn, germà del primer president. La primera edició, de només vuit pàgines, es va publicar el 2 de novembre de 1913. Sis anys més tard, el 1919, l'empresa Árvakur va comprar la companyia. El diria tingué estretes relacions amb el conservador Partit de la Independència, especialment durant la Guerra Freda, i els seus editors o els periodistes parlamentaris habitualment s'asseien a les reunions del grup parlamentari del partit fins al 1983 quan el president de la Junta de Árvakur - i també el president del Partit de la Independència - Geir Hallgrímsson, va arribar a la conclusió que aquestes relacions podrien no ser prou adequades per al partit i per al diari. Tot i que la connexió amb el Partit de la Independència no és tan directa com en dècades anteriors, el rotatiu és de vegades criticat per inclinar-se massa cap al partit, sobretot en èpoques d'eleccions. Per bé que el diari comparteix els principals valors conservadors del Partit de la Independència, també ha mostrat la seva independència en algunes qüestions clau, especialment en el debat sobre la distribució dels drets de pesca. Darrerament, el diari ha marcat un punt d'inflexió, en contractar periodistes d'esquerres i s'ha fet ressò de les polítiques feministes a les pàgines d'opinió. Morgunblaðið s'oposa a l'adhesió d'Islàndia a la Unió Europea.
Des de la seva publicació inicial, Morgunblaðið no va ser publicat el dilluns, però aviat es va establir com el diari de referència. Tot i ser sempre el diari número u en Islàndia, va prendre un avantatge absolut en la dècada del 1970, va deixar enrere la major part de la competència, i va gaudir d'una superioritat indiscutible durant les tres dècades següents. Durant aquesta edat d'or, Morgunblaðið va llançar una sèrie de seccions especials en finances, la pesca, alimentació, etc. Després que va entrar en escena el diari gratuït (i repartit a domicili) Frettabladid a un nou nivell amb el llançament d'una edició dels dilluns, Morgunblaðið respongué al repte i des de l'any 2003 ha publicat tots els dies de la setmana, amb més o menys quantitat de contingut, i ha augmentat de 60 a 120 pàgines. La Publicitat representa el 30% al 40% de l'espai de la columna. La tirada diària plana oscil·la entre 50.000 i 55.000 exemplars, la major part dels quals es distribueix mitjançant subscripcions. La seva circulació se centra principalment en la part sud-oest del país, especialment a la capital, Reykjavík.
Com a resultat de la crisi financera islandesa, 24 stundir, publicat per Morgunblaðið, deixà de publicar-se el 10 d'octubre de 2008, la qual cosa comportà la pèrdua de 20 llocs de treball.
En una controvertida decisió, els propietaris del diari decidiren, el setembre del 2009, de nomenar Davíð Oddsson, un membre del Partit de la Independència, que havia estat durant molt de temps Primer Ministre i antic cap del Banc Central, com un dels dos directors del diari, càrrec que deté en l'actualitat.
La versió web del diari,mbl.is, ocupa el primer lloc de visites entre els webs islandesos, amb un 80% de consultes nacionals.